# Touget
Touget is een gemeente in het Franse departement Gers(regio Occitanie) en telt 497 inwoners (2008). De plaats maakt deel uit van het arrondissement Auch.

## Het huidige dorp
Het dorp ligt aan de rivier de Gimone en aan de weg D120. Opmerkelijke gebouwen zijn een vrijstaande duiventoren, de open overdekte markt en resten van een oude molen, de moulin d'Arrout.

## Geschiedenis
Tijdens de Eerste Wereldoorlog sneuvelden er 26 van de toen ongeveer 120 inwoners aan het front.
Aan het begin van de Tweede Wereldoorlog was er in Belgische kamp voor de zogenaamde CRAB's georganiseerd door de scouts. Een van de naar schatting 300 jongemannen die er verbleef was Bob Davidse.

## Geografie
De oppervlakte van Touget bedraagt 17,3 km², de bevolkingsdichtheid is 27,7 inwoners per km².
De onderstaande kaart toont de ligging van Touget met de belangrijkste infrastructuur en aangrenzende gemeenten.

## Demografie
Onderstaande figuur toont het verloop van het inwonertal (bron: INSEE-tellingen).